# Вільма Дегішер
Вільма Дегішер (нім. Vilma Degischer; 17 листопада 1911 — 3 травня 1992) — австрійська акторка театру та кіно. З 1931 по 1991 рік знялася в понад 30 фільмах. З 1931 по 1991 рік грала в Theater in der Josefstadt у Відні.
Після закінчення школи спочатку хотіла стати танцюристкою і навчалася у Гертруди Боденвізер, під час чого виявила, що має акторський талант.

## Вибрана фільмографія
- 1955 — Сіссі
- 1956 — Сіссі — молода імператриця